# Classics Two SEPIA 秋桜 〜more & more〜
「Classics Two SEPIA 秋桜 〜more & more〜」（クラシックス・ツー セピア コスモス モア・アンド・モア）は、DEENのコンセプチュアルマキシシングル。

## 作品解説
- 毎回テーマに沿ってDEENのアナザーサイドを見せていくシングルの第2弾。

## 収録トラックス
1. 秋桜 (Solostück)
2. 秋桜 〜more & more〜
3. 恋人よ、夢も嘘もすべて
4. 未来のために (Sing-along Version)
5. ひとりじゃない (Bossa Nova Style)
6. 秋桜 (Reprise)

## 収録アルバム
- 『DEEN The Best Classics』(#2,3,4,5)
- 『Another Side Memories〜Precious Best〜』(#3)
- 『DEEN The Best FOREVER 〜Complete Singles +〜』(#2)

## タイアップ
- TBS系『ワンダフル』内ミニドラマ2000年9月度主題歌

## 参加ミュージシャン
- 作詞
  - 池森秀一（#2.〜#5.）
- 作曲
  - DEEN(#1.、#2.、#6.)
  - 池森秀一（#3.、#4.）
  - 宇津本直紀（#4.）
  - 織田哲郎（#5.）
- 編曲
  - 田川伸治(#1.)
  - DEEN（#2.〜#6.）
- DEEN
  - 池森秀一：Lead&Back-up Vocals
  - 山根公路：Keyboards,Back-up Vocals,Synthesizer&Computer Programimg
  - 田川伸治：Accoustic Guitar,Synthesizer&Computer Programing
- ゲスト
  - KAZUYA MIYANO：Electric Bass（#2.〜#4.）
  - TOSHIO UEDA：Acoustic Bass（#5.）
  - KEIJI FUJINUMA：Drums（#2.〜#5.）
  - GOOD-DAYS：Gang Chorus（#4.）
  - SHIRO SASAKI：Trumpet（#3.） 他...

- English Lyrics Advisor：ROMEO.V.GONZAGA